# Aspidiotus dallonii
Aspidiotus dallonii är en insektsart som beskrevs av Alfred Serge Balachowsky 1932. Aspidiotus dallonii ingår i släktet Aspidiotus och familjen pansarsköldlöss. Inga underarter finns listade i Catalogue of Life.